# Pentapleura atlasovi
Pentapleura atlasovi är en stekelart som beskrevs av Sergey A. Belokobylskij 1998. Pentapleura atlasovi ingår i släktet Pentapleura och familjen bracksteklar. Inga underarter finns listade i Catalogue of Life.